# Miguel Oriola
José Miguel Oriola Soler (Alcoy; Alicante, 29 de septiembre de 1943 – Madrid, 10 de noviembre de 2020) fue un fotógrafo español de la llamada 'Quinta Generación' y figura clave de la fotografía de los años 70, 80 y 90.

## Biografía
Nacido en la ciudad alicantina de Alcoy en 1943, cursó estudios de arte y música y entró por primera vez a un estudio fotográfico en octubre de 1959 de la mano de José Vicens, quien había desarrollado parte de su carrera como fotógrafo durante la época del modernismo en Alcoy. Trabajó durante tres años en Foto Studio Vicens, donde aprendió el oficio de fotógrafo y el manejo de la luz antes de trasladarse a Madrid en la década de los sesenta. Una vez en la capital, estudió arte dramático y comenzó a ejercer como fotógrafo freelance.  

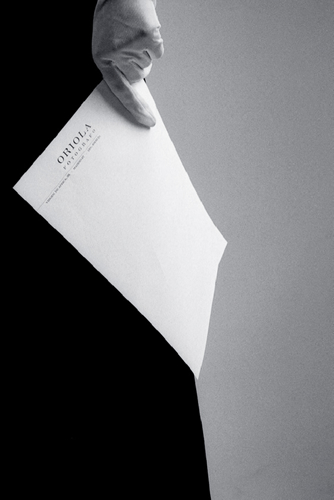
Pensat i Fet (1975)

Pionero, visionario y siempre a la vanguardia de la fotografía, compaginó su obra artística personal con la fotografía de moda y publicidad y se le incluyó entre los jóvenes fotógrafos españoles de la 'Quinta Generación' junto a Joan Fontcuberta, Jorge Rueda, Eduardo Momeñe, Juan Ramón Yuste,  Pere Formiguera y Pablo Pérez-Mínguez, entre otros, con quienes publicó su obra en la revista Nueva Lente, que marcó un antes y un después en la historia y desarrollo de la fotografía en España, colaborando asiduamente no solo con sus imágenes sino también con artículos y diversos textos.
Desde su primera exposición en la Galería Mecenas de Madrid en 1971, realizó innumerables muestras tanto en galerías nacionales como internacionales. En 1974 le fue otorgado el Premio Negtor de fotografía por su serie Horizonte for you y fue portada de la revista ECOS.
A partir de 1977 comenzó a dedicarse a su vez a la docencia, impartiendo cursos y seminarios de fotografía y en 1980 fundó y dirigió la revista POPTOGRAFÍA, con el fin de "estimular el apetito fotográfico". 
En 1987 se incorporó como profesor en la prestigiosa EFTI (Escuela de Fotografía y Técnicas de la Imagen) de Madrid y fue director del Máster Internacional de Moda, impartiendo también clases en los cursos Profesional y Avanzado de Fotografía durante más de tres décadas.

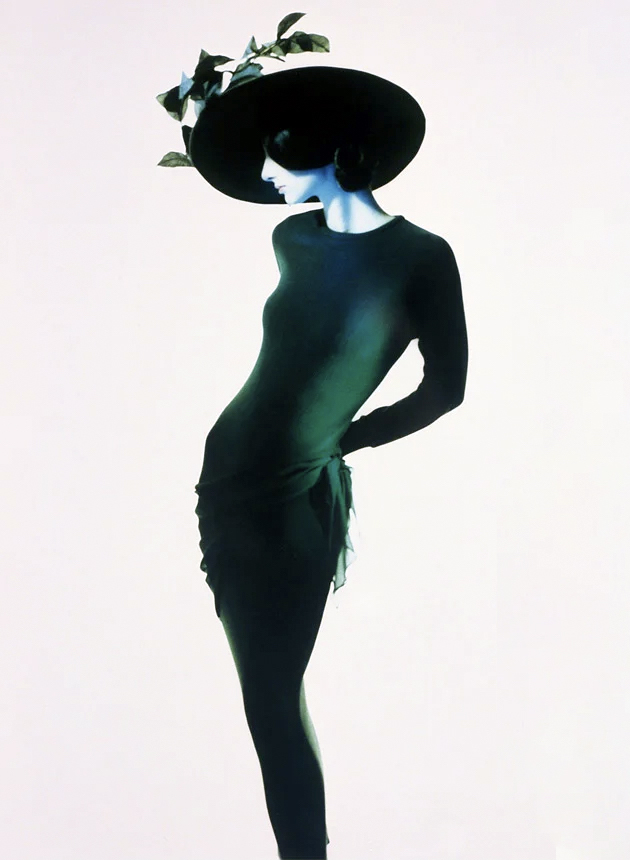
Photoshoot para Pedro del Hierro

Trabajó desde su estudio de la calle Serrano hasta el año 1997, que marcó un punto de inflexión en su vida cuando tomó la decisión de marcharse de viaje por toda Europa montado en su motocicleta Harley-Davidson hasta llegar a Nueva York (USA). A su regreso a España, decidió abandonar la fotografía de moda para centrarse de manera exclusiva en su obra personal y en la docencia.
Sus fotografías de carácter comercial fueron publicadas en periódicos y revistas especializadas de tirada nacional e internacional como Zoom, Photovision, Progresso Fotografico, Nueva Lente, El País Semanal, Vogue, Elle, Cosmopolitan, Playboy, Penthouse, Interviu, Tendencias, Novedades, Vanidad y un largo etcétera. Así mismo y durante muchos años, realizó innumerables encargos para diseñadores como Paco Rabanne, Kenzo, Pedro del Hierro y Sybilla, decenas de campañas publicitarias para El Corte Inglés y fue también autor de un gran número de portadas de disco de los artistas españoles superventas de la época, incluyendo álbumes de Luz Casal, Rosendo, Siniestro Total, Marta Sánchez y Mónica Naranjo.

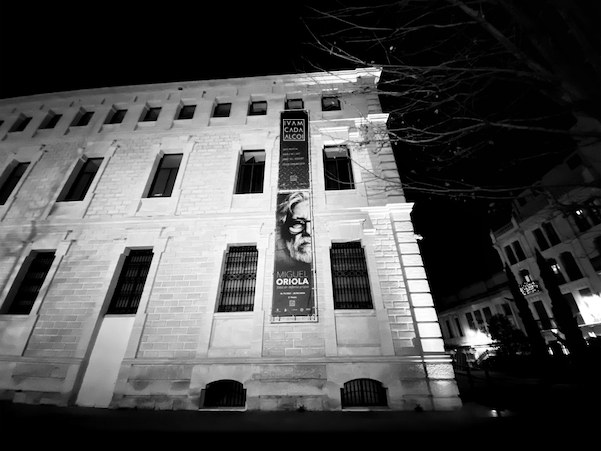
"Fotos en defensa propia" en IVAM CADA Alcoi (2021)

En 2002, la V edición del festival PHotoEspaña programó la retrospectiva 'El eterno mismo' incluyendo toda su obra hasta el momento y en 2015 le fue otorgado el premio Quijote de la Asociación de Fotógrafos Profesionales AFOCAM.
En 2021, su ciudad natal, Alcoy, le ha rendido homenaje con la muestra 'Miguel Oriola: fotos en defensa propia', expuesta simultáneamente en la Fundación Mútua Levante y el IVAM CADA, con la colaboración de la AFA Alcoi.
La obra de Miguel Oriola forma parte tanto de colecciones públicas y privadas, así como de museos nacionales e internacionales entre los que destacan el Museo Nacional Centro de Arte Reina Sofía (Madrid, España), el Centro de Arte de Alcobendas (Madrid, España), la Fundación Lecasse de Arte Contemporáneo (Alcoy, España), el Architekturzentrum Wien (Viena, Austria), el Nordic Arts Centre (Helsinki, Finlandia), el Marugame Hirai Museum 丸亀平井美術館 (Kagawa, Japón) y la Canon Photo Gallery (Ámsterdam, Países Bajos / Tokyo, Japón).

## Reconocimientos

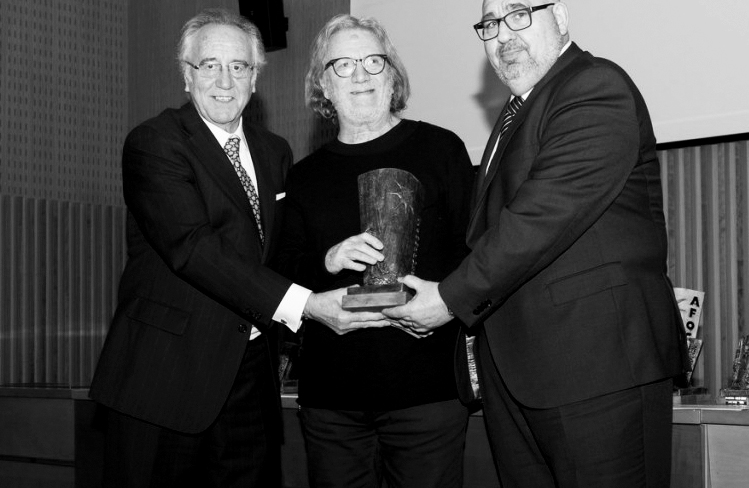
Premio Quijote AFOCAM (2015)

- Premio Negtor (1974)
- Premio Quijote AFOCAM (2015)

## Series Fotográficas
Pensat i fet (1975)
Acciones (1980)
Tómalo Caliente (1980)
Paisatges Propis (1981) 
Portraits (1984)
El Jardín de las Delicias (1984)
Bestiario (1986) 
Photomaton (1987)
The Private Collection (1990) 
Anthropology (1990)
Days At Sea (1991)
Historia de la Edad Media (1997) 
Victims (1999) 
Phenomena (1999)
Soul (2000)
Picasso (2003)
Weep Typology (2003) 
Evidence Museum (2004)
El Bosque de Rutherfurd (2005) 
Back To The Moon (2006)
Días Extraños, la película (2006)
A propósito de Mary Suzanne (2006) 
Estigia (2007)
American Night (2007) 
Prayers (2007)
November Suite (2007)
La Tierra de Hokusai (2007) 
Without News (2007) 
Insomnia (2008)
Continuum (2008)
Fauna (2008)
Aliens (2008) 
Humanitas (2009) 
Modelo 10.000 (2009) 
Mantis (2009)
Eclipse (2009) 
De-Construction (2009)
ADN (2009)
Transitas (2010)
In (2011)
Shake The Dog (2012) 
Memorandum (2013) 
Nothing Personal (2013) 
Wake The Serpent Not (2013) 
Alphaville (2013)
Sketch 5 (2015)
Sketch 7 (2016)
Non-Insane Automatism (2016) 
Actus (2017)
No Name City (2018)
Oxígeno: Last Days On Earth (2020)

## Publicaciones
- POPTOGRAFÍA. Ed. Miguel Oriola (1980)
- Jewish Roots in Spain. Ed. Iberia Líneas Aéreas (1988)
- Anthropology. Posada del Potro de Córdoba. Ed. Ayuntamiento de Córdoba (1990)
- Cuatro Direcciones: Fotografía Contemporánea Española 1970-1990. Ed. Museo Nacional Centro de Arte Reina Sofía (1991)
- Calima. Compañía de danza Blanca Calvo. Ed. Comunidad de Madrid (1993)
- The Private Collection. Ed. Miguel Oriola (1995)
- El Eterno Mismo. Ed. EFTI (2002)
- 100 Fotógrafos Españoles. Ed. EXIT (2006)
- American Night. Ed. Blur Ediciones (2007)
- Aliens. Ed. LAB PROJECT (2008)
- Diccionario de fotógrafos españoles – Del Siglo XIX al XXI. Ed. La Fábrica, AC/E Acción Cultural Española (2013)
- Alphaville. Ed. Miguel Oriola (2014)
- Sketch 5 – Conversaciones con Amy Norton Kulik. Ed. Miguel Oriola (2015)
- Sketch 7. Ed. Miguel Oriola (2016)
- Fotofobia #10. Ed. UFCA (2016)
- Actus. Ed. Miguel Oriola (2017)
- No Name City. Ed. Miguel Oriola (2018)
- 25 Años: Colección Pública de Fotografía Alcobendas – Nuevas Adquisiciones 2013-2017. Ed. Centro de Arte de Alcobendas (2018)

## Exposiciones (selección)
1971
Galería Mecenas, Madrid (España)
1975
Canon Photo Gallery, Tokyo (Japón)
1976
Galería Tau, Barcelona (España)
1977

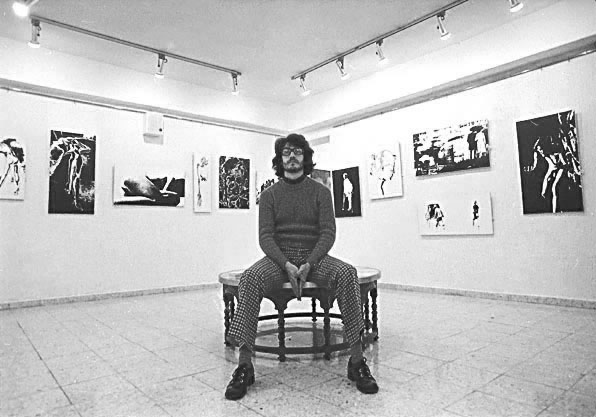
Primera exposición de Miguel Oriola

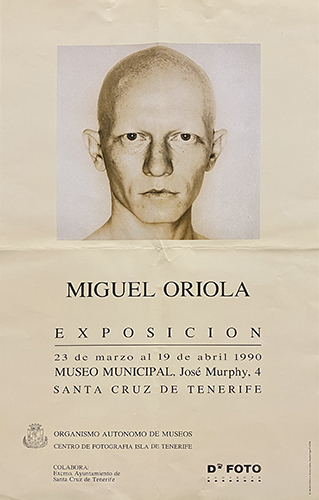
Exposición en Tenerife (1990)

Fotografía Española, Varsovia (Polonia)
1978
Centro Cultural Juana Mordó, Madrid (España)
Rencontres Internationales de la Photographie, Arlés (Francia)
1979
Galerie Contrejour, Paris (Francia)
Canon Photo Gallery, Ámsterdam (Países Bajos)
1980
Galería Spectrum, Zaragoza (España)
The Minoris Gallery, Londres (Reino Unido)
"Nude1980" Canon Photo Gallery, Ámsterdam (Países Bajos)
1981
Inverness Museum and Art Gallery (Reino Unido)
1984
Galería Spectrum, Zaragoza (España)
1985
Galería Image, Madrid (España)
Casa de la Cultura, Alcoy (España)
Galería Juana de Aizpuru, Madrid (España)
1986
Círculo de Bellas Artes, Madrid (España)
1987
Kultura Etxea, Vitoria (España)
1988
Biblioteca Nacional, Madrid (España)
1990
"Anthropology" Posada del Potro, Córdoba (España)
"Anthropology" Museo Municipal, Tenerife (España)
1991
"Cuatro direcciones" Museo Nacional Centro de Arte Reina Sofía, Madrid (España)
Galería Spectrum, Zaragoza (España)
1992
Tarazona Foto, Zaragoza (España)
1993
"The Private Collection"  Galería Railowsky, Valencia (España)
Arte Español Contemporáneo, Marugame Hirai Museum 丸亀平井美術館, Kagawa (Japón)
1995
Muestra Internacional de Arte de Mojácar, Almería (España)
ARCO, Galería Spectrum Sotos, Madrid (España)
Círculo de Bellas Artes, Madrid (España)
"Borealis" City Art Museum, Helsinki (Finlandia)
Nordic Arts Centre, Helsinki (Finlandia)
The Louisiana Museum of Modern Art, Humlebaek (Dinamarca)
1996
Galería Spectrum Sotos, Zaragoza (España)
Hasselblad Center, Göteborg (Suecia)
ARCO, Galería Spectrum Sotos, Madrid (España)
1997
Galerie Le Château d'Eau, Toulouse (Francia)
1998
PHotoEspaña 98, EFTI, Madrid (España)
1999
ARCO, Galería Spectrum Sotos, Madrid (España)
2000
ARCO, Galería Spectrum Sotos, Madrid (España)
La Galerie Vrais Rêves, Lyon (Francia)
PHotoEspaña 2000, EFTI, Madrid (España)
2001
Galería D'Museo, Caracas (Venezuela)
2002
Retrospectiva "El Eterno Mismo" PHotoEspaña 2002, EFTI, Madrid (España)
Galerie du Temple du Goût, Nantes (Francia)
2003
"Weep Typology"  Galería Railowsky, Valencia (España)
"The Agnostic Age" Real Sociedad Fotográfica, Madrid (España)
"The Agnostic Age" Total Museum of Contemporary Art (TMCA), Seoul (Corea del Sur)
2004
"Weep Typology" Galería Spectrum Sotos, Zaragoza (España)
2005
Galería Railowsky: 20 aniversario, Valencia (España)
"El Eterno Mismo" Galeria Torre Luzea, Zarautz, (España)
"El papel de la Fotografia" Biblioteca Nacional, Madrid (España)
"De imágenes, libros y cultura" Ministerio de Cultura, Exposición Itinerante (España)
2006
"Inhabitants" ANNTA Gallery, Madrid (España)
ARCO, Galería Spectrum Sotos, Madrid (España)
2007
"Mírame, Mírame" Museo del Traje, Madrid (España)
"Oculto" Fundación Canal, Madrid (España)
Bienal de Arte de Zaragoza, Galería De Arte Antonia Puyó, Zaragoza (España)
2008
Artista Residente Embajada Española, Abu Dhabi (Emiratos Árabes Unidos)
"Aliens" Ghaf Art Gallery, Abu Dhabi (Emiratos Árabes Unidos)
"Eclipse" Galería de la Unión Alcoyana, Alcoy (España)
2009
"Aliens" Casa Árabe, Madrid (España)
2010
"Mantis" Galería E8, Madrid (España)
"Mantis" Universidad Complutense de Madrid, Campus de Aranjuez, Madrid (España)
Madrid Foto, Galería Tatiana K, Madrid (España)
"Desubicados" Galería Tatiana K, Barcelona (España)
"Rostros" Universidad Politécnica de Valencia, Valencia (España)
2011
"De-construction" Galería Eva Ruiz, Madrid (España)
2012
"Mantis" Galería Spectrum Sotos, Zaragoza (España)
"Mantis" Real Sociedad Fotográfica, Madrid (España)
2013
"Mantis" Palacio del Quintanar, Segovia (España)
2017
"Actus" CFC, Bilbao (España)
2018
"EFTI, modos de mirar" Conde Duque, Madrid (España)
"Actus Reus" Encuentros Fotográficos de Gijón, Museo Juan Barjola, Gijón, Asturias (España)
2021
"Las Huellas de la Esperanza" PHotoEspaña 2021, Centro de Arte de Alcobendas, Madrid (España)
"Fotos en Defensa Propia" Fundación Mutua Levante, Alcoy (España)
"Fotos en Defensa Propia" IVAM CADA, Alcoy (España)
2022
"Derivaciones" PHotoEspaña 2022, Patio Herreriano, Valladolid (España)
"Un Museo Del Prado Otro" Centro de Arte de Alcobendas, Madrid (España)
2023
"Madrid: Crónica Creativa de los 80" PHotoEspaña 2023, Fundación Canal, Madrid (España)
"MIO LXXX" Real Sociedad Fotográfica, Madrid (España)
2024
"PdH: Del maestro a la marca" Museo Lázaro Galdiano, Madrid (España)
"MIO SHOT ME" Casa de Vacas, Madrid (España)
"RSF: 125 años de fotografía (1899-2024)" Centro de Arte de Alcobendas, Madrid (España)

## Beca de Fotografía

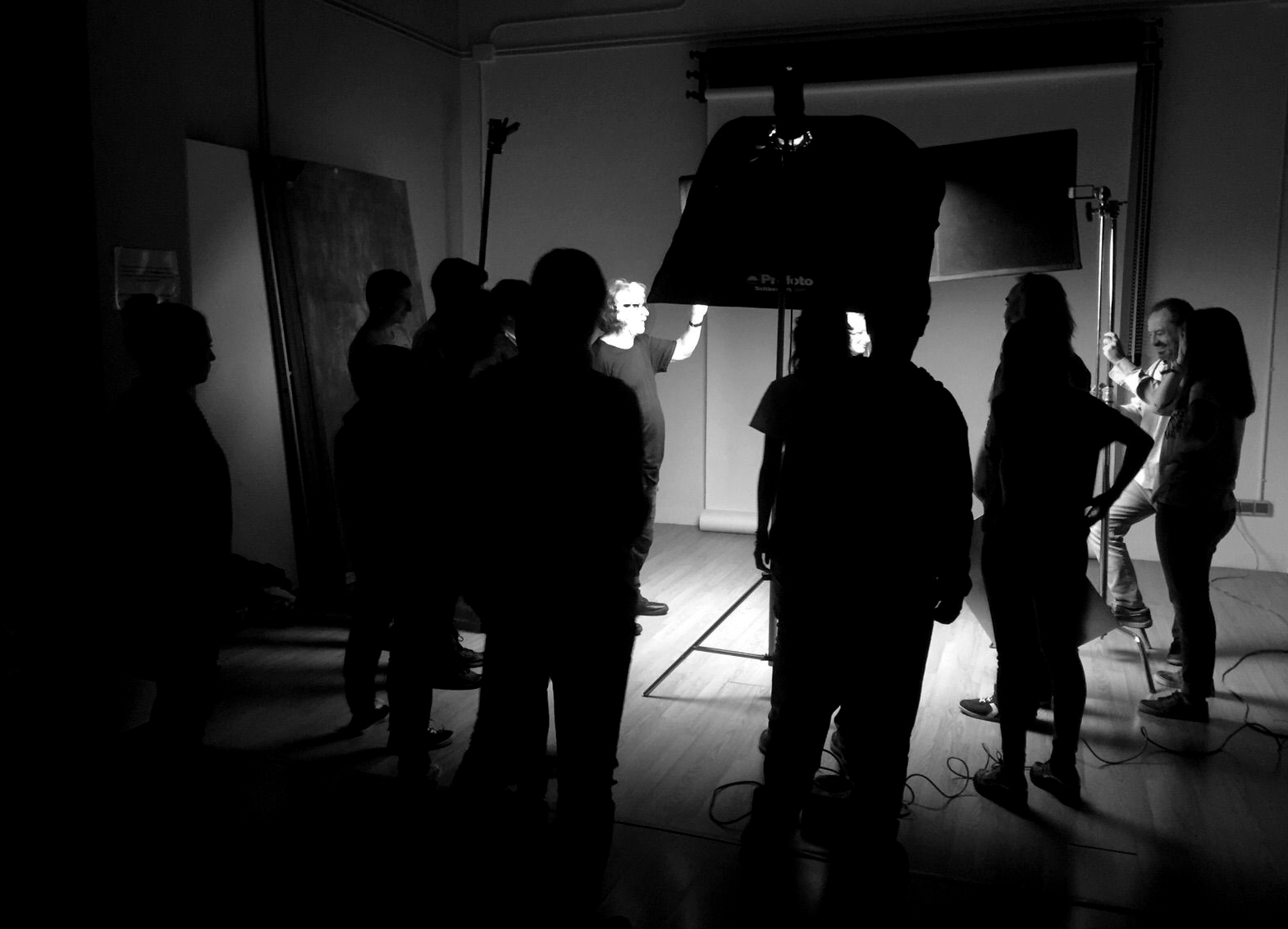
Miguel Oriola dando clase en EFTI

La Escuela de Fotografía y Técnicas de la Imagen (EFTI) de Madrid convocó de forma anual, desde el año 2019 hasta la última edición de 2024, semanas antes del cierre de la escuela, la Beca Internacional de Fotografía de Moda Miguel Oriola para el desarrollo de un/a fotógrafo/a, con acceso gratuito al programa del Máster Internacional de Fotografía de Moda.
Con este gesto, EFTI quiso agradecer los más de 33 años que el fotógrafo y profesor dedicó a la docencia en la escuela y su contribución a la formación de muchísimas de las generaciones de fotógrafos/as actuales.